# Děti přírody
Děti přírody (v originále Börn náttúrunnar), je islandský film natočený režisérem Friðrik Þór Friðrikssonem v roku 1991. Snímek byl natočen v koprodukci s Norskem a Německem. Hraje v něm švýcarský herec Bruno Ganz v roli anděla, který se objeví na konci filmu, tato scéna přímo odkazuje na tvorbu režiséra Wim Wenderse, konkrétně na film Nebe nad Berlínem, kde Bruno Ganz ztvárnil stejnou roli. Další dvě hlavní role hrají Gísli Halldórsson (Gisli), a Sigridur Hagalín (dávná Gisliho přítelkyně Stella).
Roku 1992 byl film nominován na cenu Oscar za nejlepší cizojazyčný film. Práce islandského skladatele Hilmar Örn Hilmarssona byla oceněna Evropskou cenou za nejlepší filmovou hudbu.
Film poukazuje na kontrasty šedivého města vs. jak malebné, tak drsné islandské přírody a je obrazem tradičního života na Islandu. Můžeme si povšimnout určitého povzdechu nad věcmi, které již nejsou co dříve bývaly. Obdržíme náhled, jak se Island změnil v průběhu let, snímek upozorňuje na problém migrace do měst, kdy venkov zůstává jen chudě obydlen, což dělá život na farmách velmi složitý, hlavně pro starší osoby.

## Děj
Příběh začíná stěhováním starého farmáře jménem Geiri z jeho farmy na venkově, o kterou se již dále nemůže starat sám, k dceři do Reykjavíku. Soužití rodiny pohromadě s Geirim v malém bytě neprobíhá podle představ, mladým manželům překáží a farmář naopak nemůže vystát návyky své vnučky, v důsledku toho se Geiri opět stěhuje, tentokrát do domova důchodců. Zde potkává svou přítelkyni z mládí Stellu s niž se rozhodne uprchnout zpět na jeho farmu a poklidně tam dožít svůj život. V průběhu jejich putování, prostřednictvím retrospektivních scén, nám příběh blíže ukazuje tradiční život na Islandu.